# Jean-Louis Cohen

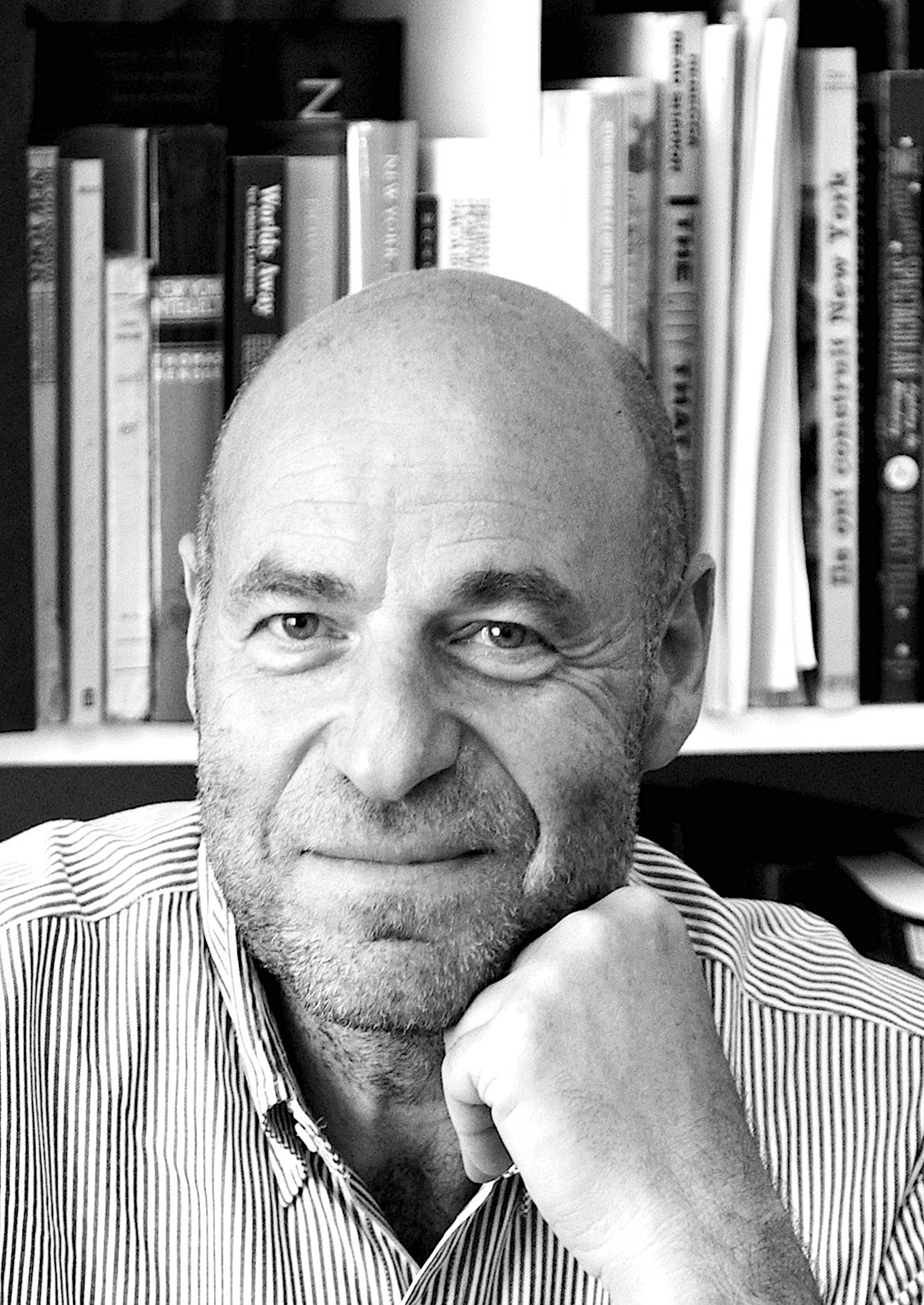
Jean-Louis Cohen, 2009

Jean-Louis Cohen (* 20. Juli 1949 in Paris; † 7. August 2023) war ein französischer Architekt, Autor und Kunsthistoriker. Im Zentrum seiner Arbeit stand die Architektur des 20. Jahrhunderts.

## Leben
Nach dem Abschluss seines Architekturstudiums als Architecte DPLG (Diplôme d’architecte diplômé par le gouvernement) im Jahr 1973, begann er bei verschiedenen Forschungsprojekten mitzuarbeiten und übernahm zahlreiche Gastdozenturen in Frankreich, Deutschland und den USA. Im Jahr 1979 war er für den Bereich Architektur der Ausstellung „Paris-Moscou“ im Centre Georges-Pompidou verantwortlich.
Er erwarb 1982 ein Diplom für Études approfondies en histoire et civilisations an der École des hautes études en sciences sociales (EHESS) in Paris, wo er 1985 auch promoviert wurde. In den Jahren 1988 und 1989 entwarf er gemeinsam mit Bruno Fortier das Konzept der ständigen Ausstellung Paris, la ville et ses projets im Pavillon de l’Arsenal. 1992 erlangte er die Habilitation à diriger des recherches. Seither leitete er zahlreiche Forschungsprojekte, insbesondere zu Themen wie der Architektur des 20. Jahrhunderts in verschiedenen Ländern und der Modernisierung der Stadtplanung in Paris.
Ab 1989 war er Mitglied des Beirats der Fondation Le Corbusier, ab 1991 Mitglied des Advisory Board der School of Architecture an der Princeton University, ab 2000 Mitglied der Accademia di San Luca in Rom, ab 2001 Mitglied der Russischen Architektur-Akademie und des Wissenschaftsbeirats des Institut national d’histoire de l’art, sowie ab 2002 Mitglied des Wissenschaftsbeirats des Centro Internazionale di Studi di Architettura Andrea Palladio in Vicenza. Im Jahr 1994 wurde er Professor für Architekturgeschichte am Institute of Fine Arts an der New York University. Zwei Jahre später begann er seine Lehrtätigkeit am Institut français d’urbanisme an der Universität Paris VIII.
Von 1998 bis 2003 war er als Berater des Ministeriums für Kultur und Öffentlichkeitsarbeit tätig und von 2000 bis 2003 Mitglied des Wissenschaftlichen Beirats der französischen Denkmalschutzbehörde. Während dieser Zeit diente er auch als Direktor des Institut français d’architecture (IFA) und leitete das Projekt Cité de l’architecture et du patrimoine im Palais de Chaillot. Zusätzlich war er von 1999 bis 2003 Direktor des Musée des Monuments français. Seit 2003 war er Mitglied der Sektion Baukunst der Akademie der Künste in Berlin.
Jean-Lous Cohen starb am 7. August 2023 im Alter von 74 Jahren.

## Arbeiten und Projekte
- 1976–1986: Berater für Stadtplanung in Villejuif, Frankreich
- 1978: Teilnahme am Wettbewerb zusammen mit Yves Lion zur Stadtplanung des Stadtteils Château d’eau in Reims, besondere Anerkennung der Jury
- 1982–1986: Restaurierung der Karl-Marx-Schule von André Lurçat (erbaut 1933) in Villejuif
- 1983: Gewinner (ex-aequo) des Wettbewerbs zusammen mit Alexandre Chemetoff zur Planung des Parc de la Villette in Paris
- 1986: Rekonstruktionsprojekt zusammen mit Pierre Granveaud des Pavillons von Konstantin Stepanowitsch Melnikow (erbaut 1925) im Parc de la Villette in Paris
- 1993: Projekt zur Rekonstruktion des Zoos von Vincennes als Berater des Bureau des Paysages, ausgezeichnet als bestes Projekt
- 1994: Fachexpertise zur Rehabilitierung der Karl-Marx-Schule von André Lurçat (erbaut 1933) in Villejuif
- 1996–1998: Durchführung einer vorbereitenden Studie zur Landschaftsplanung der Agora von Athen zusammen mit Susana und Dimitris Antonakakis sowie Yannis Tsiomis

## Ehrungen und Auszeichnungen
- 1996 Prix du livre d’architecture de l’Académie d’Architecture
- 1997 Architecture Book Award des American Institute of Architects (AIA)
- 2001 Chevalier de l’Ordre des Arts et des Lettres, Frankreich
- 2003 Médaille de l’analyse architecturale de l’Académie d’Architecture, Paris
- 2010 Schelling-Architekturpreis in Architekturtheorie, Karlsruhe

## Werke
Übersetzungen ins Deutsche
- Le Corbusier : 1887 - 1965 ; die Lyrik der Architektur im Maschinenzeitalter. Übersetzung Annette Wiethüchter. Hrsg. Peter Gössel. Taschen Verlag, Köln 2004, ISBN 3-8228-3532-3.
- mit Richard Pare, Maria Tsantsanoglou u. a.: Baumeister der Revolution. Sowjetische Kunst und Architektur 1915–1935, Mehring Verlag, Essen 2011, ISBN 3-88634-096-1.

als Herausgeber
- mit Christina E. Crawford, Claire Zimmerman (Hrsg.): Detroit–Moscow–Detroit: An Architecture for Industrialization, 1917–1945. MIT Press, Cambridge 2023, ISBN 978-0-262-04798-2.